# 日野輝光
日野輝光（ひの てるみつ、延宝元年（1673年）2月21日 - 享保2年（1717年）1月5日）は、江戸時代前期の公卿。初名は日野有富。

## 官歴
- 元禄元年（1688年）：従五位上、侍従、権右少弁
- 元禄6年（1693年）：蔵人、右少弁、正五位上
- 元禄7年（1694年）：左衛門佐、左少弁
- 元禄10年（1697年）：右中弁
- 元禄12年（1699年）：左中弁
- 元禄13年（1700年）：蔵人頭、正四位下
- 元禄14年（1701年）：正四位上、右大弁
- 元禄16年（1703年）：参議
- 宝永元年（1704年）：従三位、左大弁
- 宝永2年（1705年）：踏歌節会外弁、権中納言
- 宝永3年（1706年）：正三位
- 正徳元年（1711年）：従二位
- 正徳5年（1715年）：権大納言
- 享保元年（1716年）：賀茂伝奏

## 系譜
- 父：日野弘資
- 兄：日野資茂
- 兄：外山光顕
- 兄：豊岡有尚
- 兄：豊岡弘昌
- 姉：清心院
- 子：日野永資
- 養子：日野光繁（冷泉為綱の子）